# Grevesmühlen
Grevesmühlen é uma cidade da Alemanha localizada no distrito de Nordwestmecklenburg, estado de Mecklemburgo-Pomerânia Ocidental.